# Sandro Dossi
Sandro Dossi (Monza, 16 maggio 1944) è un fumettista e grafico italiano.

## Biografia
Appassionato di fumetti, studia all'Istituto Statale d'Arte, in Villa Reale, ma abbandona per impiegarsi da grafico in un'agenzia pubblicitaria. Deciso a lavorare nel fumetto, a inizio del 1962 suona il campanello del concittadino Pierluigi Sangalli, che aveva da poco iniziato a lavorare per l’editore milanese di fumetti umoristici Renato Bianconi. Sangalli, dato il successo delle pubblicazioni Bianconi che si ampliano sempre più ed alcuni suoi problemi alla vista, lo assume come proprio inchiostratore. Dopo pochi mesi, Sangalli lo porta a Milano in redazione; Bianconi ne ha un'ottima impressione, e data la sua precedente esperienza nella grafica pubblicitaria lo assume a sua volta come grafico per i titoli e le copertine delle proprie pubblicazioni. Inizia così a dividere le sue giornate: al mattino si reca a Milano a fare il grafico per Bianconi, poi ritorna a Monza a fare l'inchiostratore da Sangalli per tutto il pomeriggio.
L'esordio come disegnatore avviene invece nel 1964 quando realizza storie del Gatto Felix per le Edizioni Bianconi. Nel 1969 disegna chico il papero nero Bianconi, crato da Alberico Motta e successivamente, nel 1968, sostituisce Pierluigi Sangalli nel disegno di Geppo per la pubblicazione omonima con sceneggiature proprie e di Alberico Motta. Quindi prosegue con Braccio di Ferro dal 1966 al 1980 e contemporaneamente inizia a disegnare storie di Geppo per il quale poi, dopo alcuni anni incomincia a scrivere anche le sceneggiature insieme a quelle per Braccio di Ferro con la collaborazione della moglie Loredana. Sempre per la Bianconi nel 1970 inizia una collaborazione con la testata Chico che durerà sette anni e poi, nel 1973, insieme a Sangalli e Tiberio Colantuoni, su testi di Alberico Motta, realizza una pubblicazione intitolata Pinocchio sfruttando il fatto che ormai erano scaduti i diritti del personaggio per creare nuove storie. Qualche anno dopo, nel 1976 è la volta di Tom & Jerry, personaggi dei quali la Bianconi aveva acquistato i diritti e realizzando una pubblicazione che proseguì per cinque anni. Entra poi a far parte dello Staff di IF di Gianni Bono iniziando dal 1981 a realizzare storie con i personaggi Disney che prosegue per molti anni disegnando quasi 200 storie.
Contemporaneamente, dal 1991 al 1993, collabora al Corriere dei Piccoli e con Rizzoli disegnando storie dei personaggi Warner Bros. come Wile E. Coyote e Beep Beep, Bugs Bunny, Gatto Silvestro, Speedy Gonzales e il Diavolo della Tasmania nonché storie di Topo Gigio e Prezzemolo per la FPM Editore.
Nella prima metà degli anni novanta è impegnato inoltre al rinato Tiramolla della Fratelli Vallardi, nella formazione di nuovi disegnatori Disney presso la Epierre,  illustra favole classiche e disegna storie della Pantera Rosa e, in collaborazione con la moglie, disegna serie di albi "attacca e stacca" di Calimero, Daffy Duck e altri personaggi. Successivamente si impegna nella realizzazione, tra il 1996 e il 2004, di pubblicazioni di giochi per ragazzi, inserti, packaging. Dal 2004 al 2008 disegna brevi storie a fumetti dei personaggi Warner Bros. editi dalla Periodici San Paolo e realizza direttamente per la Warner Bros. americana una serie di volumi con Titti e Silvestro e per la casa editrice Play Press produce l'Enigmistica di Tom e Jerry completa di giochi e disegni, collaborando inoltre con varie pubblicazioni di giochi enigmistici.